# Soài Rạp
De Soài Rạp (Vietnamees:Sông Soài Rạp) is een voortvloeiing van de Nhà Bè. De Soài Rạp vormt de hoofdvaarroute naar de havens van Ho Chi Minhstad in de Sài Gòn. Ter hoogte van Vàm Láng stroomt de Soài Rạp in de Zuid-Chinese Zee. De rivier stroomt door de provincie Long An, Ho Chi Minhstad en Tiền Giang.